# Dom Bosco
Dom Bosco est une municipalité brésilienne de l'État du Minas Gerais et la microrégion d'Unaí.